# 拉库隆什
拉库隆什（法語：La Coulonche，法語發音：[la kulɔ̃ʃ] ⓘ）是法国奥恩省的一个市镇，属于阿让唐区。

## 地理
拉库隆什（48°38'49"N, 0°27'24"W）面积14.32 平方千米，位于法国诺曼底大区奧恩省，该省份为法国西北部内陆省份，北起顺时针与卡爾瓦多斯省、厄尔省、厄尔-卢瓦省、萨尔特省、马耶讷省和芒什省接壤。
与拉库隆什接壤的市镇（或旧市镇、城区）包括：乌尔姆地区贝卢、尚瑟克雷、拉费里耶尔欧塞唐、勒梅尼勒-德布里尤兹、莱蒙当代讷。

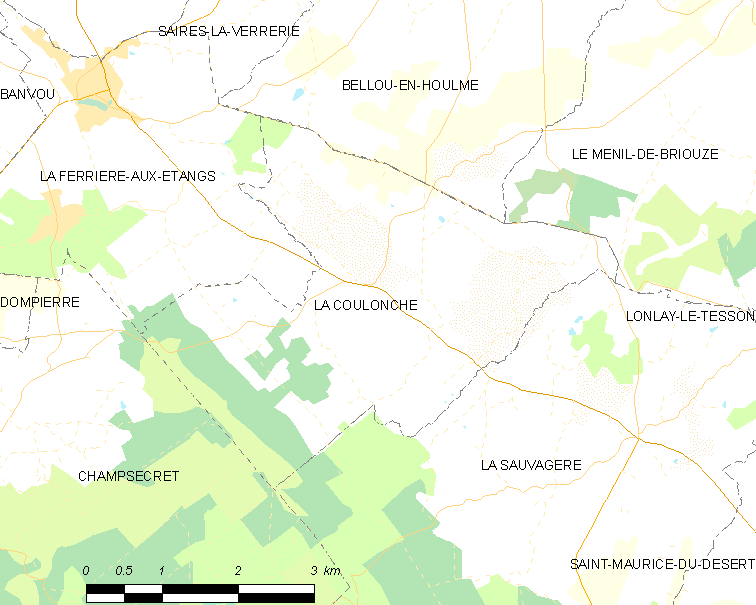
拉库隆什的OSM定位图

拉库隆什的时区为UTC+01:00、UTC+02:00（夏令时）。

## 行政
拉库隆什的邮政编码为61220，INSEE市镇编码为61124。

## 政治
拉库隆什所属的省级选区为马塞堡县。

## 人口

1962-2008年间拉库隆什人口变化图示

拉库隆什于2022年1月1日时的人口数量为498人。